# Franjo Kajfež
Franjo Kajfež (Martijanec, 1936. október 15. – Zágráb, 2004. április 23.) horvát vegyész, gyógyszerész, politikus és vezető kormányzati tisztviselő.

## Élete és munkássága
A Ludbreg melletti Martijanecen született szegény családban. A Zágrábi Egyetem Műszaki Karán 1959-ben szerzett diplomát, és 1968-ban ugyanitt doktorált is. A Zágrábi Kémiai és Technológiai Iskola tanára volt. 1960-tól a zágrábi PLIVA gyárban dolgozott, 1961-től tíz évig a szlovéniai novo mesto-i Gyógyszergyár igazgatója, majd 1971-től tíz évig a svájci CRC fejlesztési és kutatási igazgatója volt. Részt vett szerves vegyületek szintézisének kutatásában, különösen a gyógyszerkémiában. 68 gyógyszergyártási szabadalom tulajdonosa, ezek közül a leghíresebb az Apaurin.
Horvátország függetlenné válása után a politikai pályára lépett. 1993 és 1995 között ipari, hajóépítési és energiaügyi miniszter, 1992-ben a Horvát Fejlesztési Stratégiai Tanács tagja, 1993-95-ben Krapina-Zagorje megye elnöke, a Horvát Belügyi, Nemzetbiztonság és Honvédelmi Tanács tagja volt. A Horvát Köztársaság első elnökének, Franjo Tuđmannak egyik legközelebbi munkatársa volt, akinek 1995 és 2000 között a helyi önkormányzatok és a technológiai fejlesztések területén hivatalos tanácsadója volt.
A 2001-es zagorska selai városi tanácsi választásokon a HDZ pártlistájának vezetője volt. Zagorska Selán megalapította a MILABO gyógyszeripari céget. 1979 és 1982 között újjáépíttette a 2460 négyzetméteres zagorjei Miljana-kastélyt, melyet még a szocializmus idején vásárolt. A New York-i Tudományos Akadémia, az American Chemical Society és az American Pharmaceutical Society tagja volt. 2004. április 23-án hunyt el Zágrábban, a Mirogoj temetőbe temették.

## Fordítás
Ez a szócikk részben vagy egészben  a   Franjo Kajfež című horvát Wikipédia-szócikk ezen változatának fordításán alapul.  Az eredeti cikk szerkesztőit annak laptörténete sorolja fel. Ez a jelzés csupán a megfogalmazás eredetét és a szerzői jogokat jelzi, nem szolgál a cikkben szereplő információk forrásmegjelöléseként.